# Saint Vitus

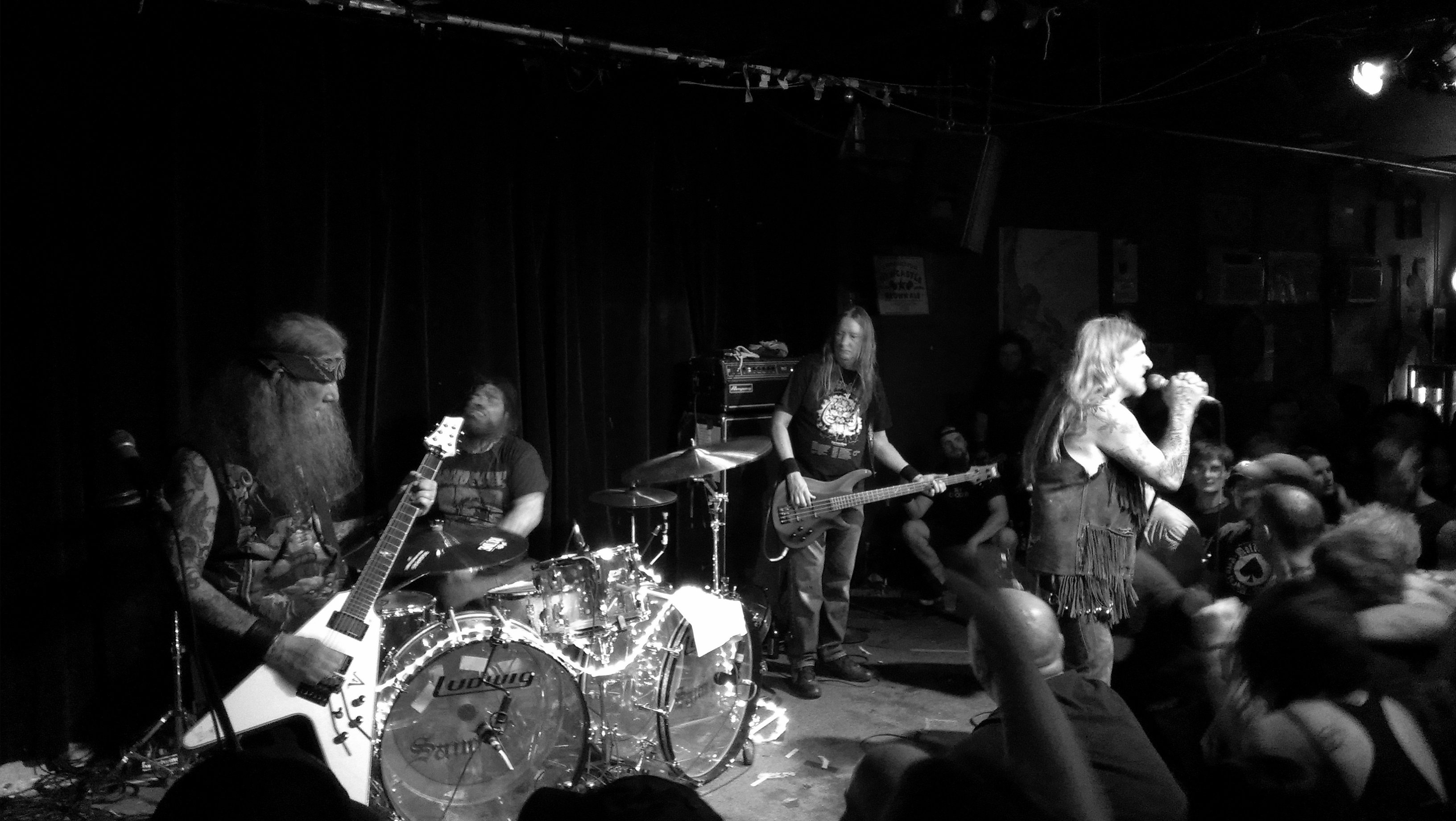
Saint Vitus

Saint Vitus was een Amerikaanse doommetal/stonerrock band die in 1979 in Californië is opgericht. De band bestond uit Scott Reagers (zang), Dave Chandler (gitaar), Mark Adams (basgitaar) en Armando Acosta (drums). Ze begonnen eerst onder de naam Tyrant, maar later veranderden ze hun naam in Saint Vitus. Hoewel ze al in 1979 opgericht waren, brachten ze pas in 1984 hun debuutalbum uit, getiteld Saint Vitus. Dit album vertoonde veel gelijkenissen met Black Sabbath. Op dit album vallen vooral het gitaarwerk van Dave Chandler en de nogal hol-klinkende zang van Scott Reagers op. Het album werd op het platenlabel SST uitgebracht, een label dat voornamelijk punk-albums uitbracht. Daardoor werd Saint Vitus vaak als een vreemde eend in de bijt gezien bij SST.
Een jaar later bracht Saint Vitus Hallow's Victim uit, waarop vooral veel snelle nummers opstonden, terwijl ze een doommetal-band waren. Dit album wordt tegenwoordig voor veel geld aangeboden, want het is hun enige album dat alleen op lp is uitgebracht en nooit (officieel) op cd. In datzelfde jaar brachten ze een ep uit: The Walking Dead.
Na dit album verliet zanger Scott Reagers de band. Hij werd vervangen door zanger/gitarist Scott Weinrich (bijnaam: "Wino"), van The Obsessed. Met hem nam Saint Vitus het album Born Too Late op. Dit album werd niet al te positief ontvangen door de pers, die vonden dat Wino een aspirant-Ozzy Osbourne was. Toch wordt Born Too Late vaak als Saint Vitus' beste album gezien, en geld het als een klassieker in het doommetal-genre. Verder nam Saint Vitus met Wino de albums Mournful Cries en V op. Ook brachten ze in 1991 met hem een live-album uit. Na dit laatste album verliet Wino de band om verder te gaan met zijn oude band, The Obsessed.
Na het vertrek van Wino werd Christian Lindersson (van Count Raven) gevraagd om in te vallen voor Wino. Met hem brachten ze het album C.O.D. (Children of Doom) uit, wat vaak als Saint Vitus' minste album wordt gezien. Van dit album verscheen de videoclip van het nummer Fear regelmatig op MTV. Maar echt groot commercieel succes bleef uit.
In 1994 keerde oude zanger Scott Reagers terug. Met hem namen ze hun laatste album op, Die Healing. Na dit album viel de band definitief uit elkaar, en werd er verder niks meer vernomen van Saint Vitus. In 2003 gaven ze nog twee reünie-concerten met de "Born Too Late"-bezetting (Weinrich, Chandler, Adams, Acosta).
Hoewel Saint Vitus nooit echt is doorgebroken, zijn ze wel van grote invloed geweest op vele doommetal bands. Tegenwoordig worden ze vooral als cultband gezien. Hun albums zijn vaak erg moeilijk te vinden.